# 奥塔克灵
奥塔克灵（德語：Ottakring）是奥地利维也纳的第十六区，位于市中心以西，介于环行路与维也纳森林之间，东邻约瑟夫城和諾伊鮑，南邻彭青和鲁道夫斯海姆-芬夫豪斯，北邻黑尔纳尔斯。该区有一些人口密集的城市地区，有许多住宅。
该区的建筑风格有很大的不同。工人阶级围绕环行路附近的工厂居住，形成住房密集的棋盘图案居住区。再向西上坡，墓地周围，是林木环绕的别墅区。
二战结束后，该区曾被法国占领十年。
该区人口93,000人，其中有12,000人来自前南斯拉夫，4,000人来自土耳其。他们往往集中在人口密集的老旧社区，而该区西部则是相对富裕的郊区。
沿着第17区和第16区边界的奥塔克灵街又称“巴尔干一英哩”（Balkanmeile）或“巴尔干街”（Balkanstrasse）。这里集中许多南斯拉夫酒吧，餐馆和夜总会，塞尔维亚语是那里的主要语言，为维也纳的南斯拉夫/塞尔维亚飞地。